# 6-Stunden-Rennen von Silverstone 2015

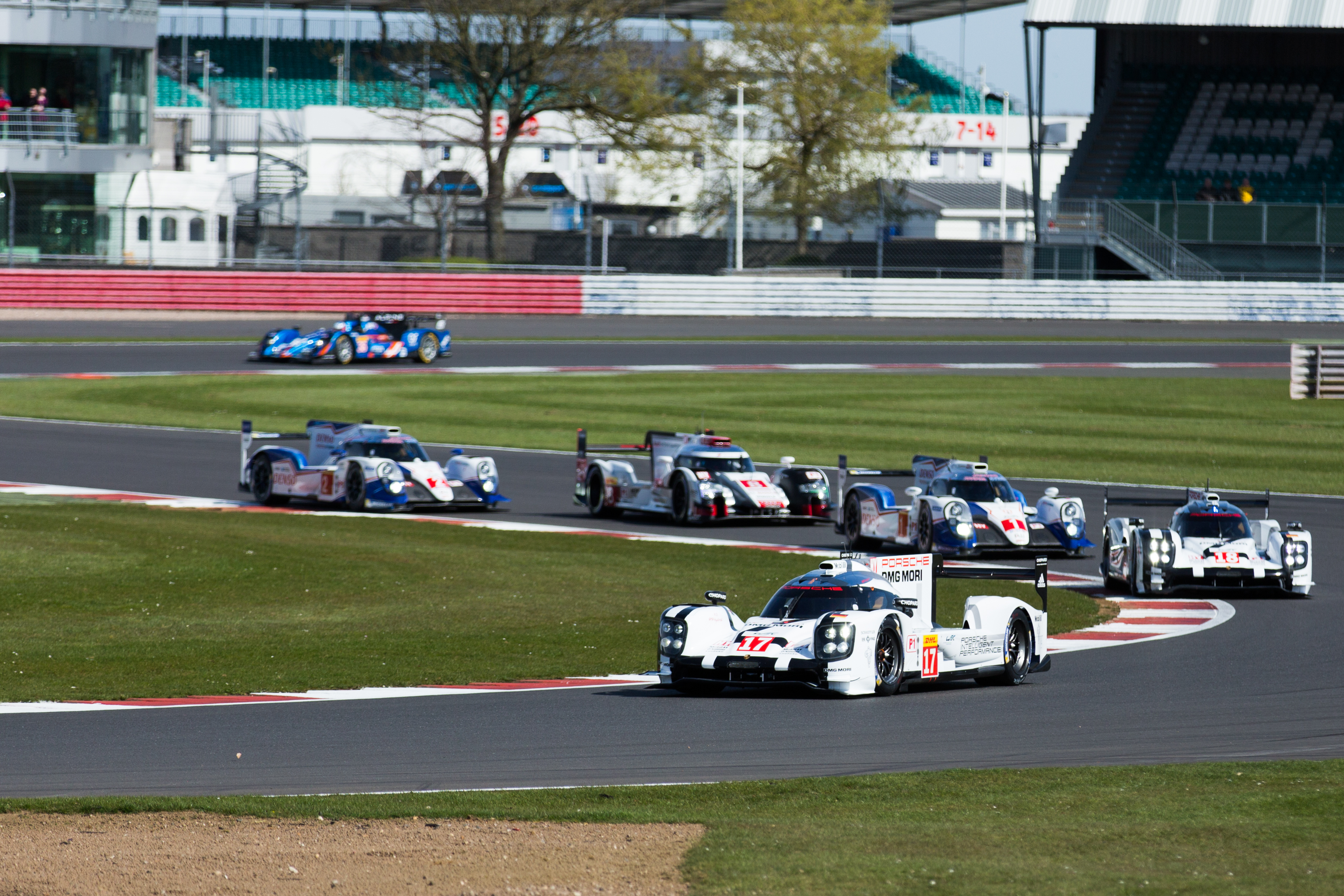
Das LMP1-Feld in der Anfangsphase des Rennens, der Siebener-Audi ist bereits enteilt

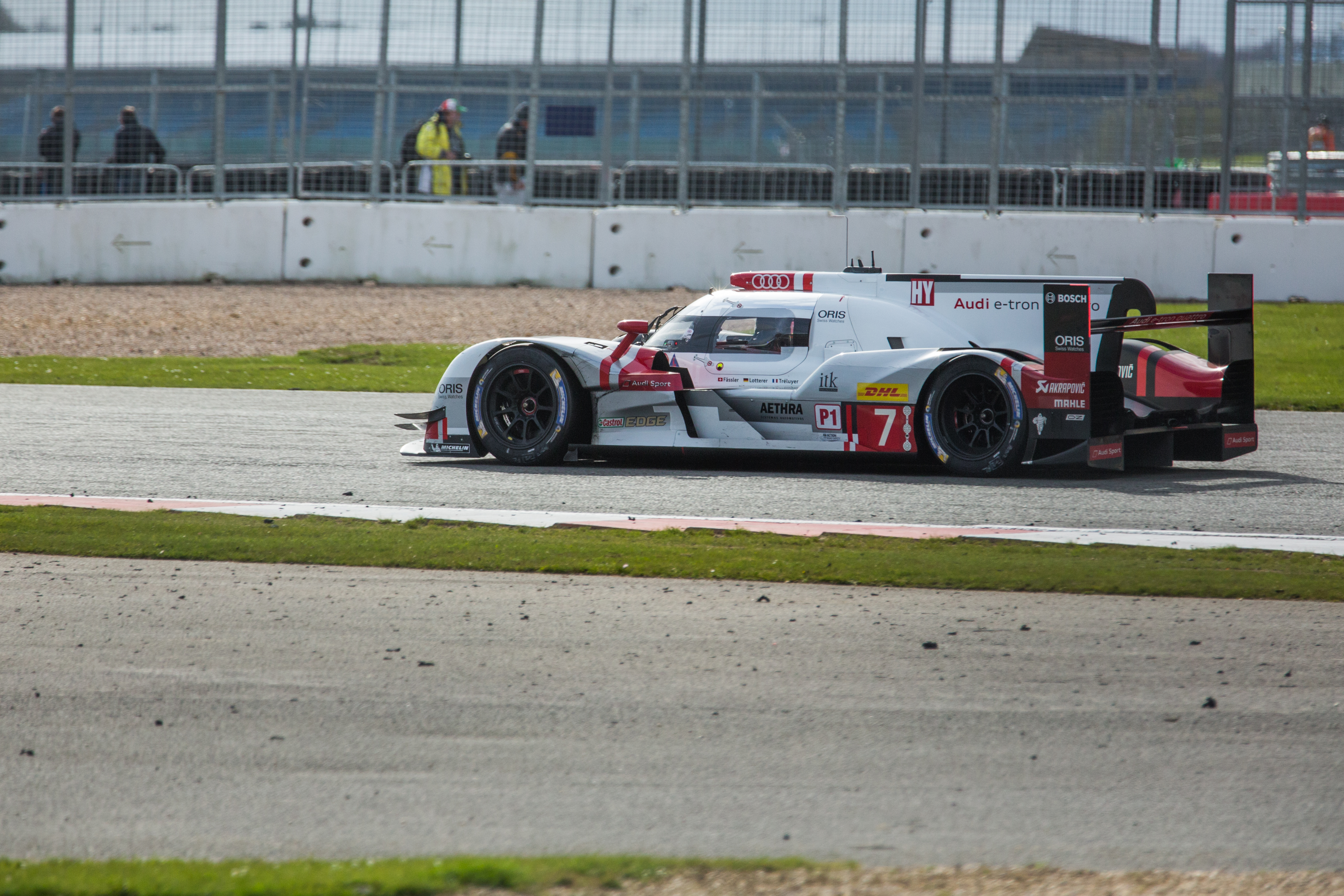
Audi R18 E-Tron quattro, Siegerwagen von André Lotterer, Marcel Fässler und Benoît Tréluyer

Das 6-Stunden-Rennen von Silverstone 2015, auch RAC Tourist Trophy 2015, fand am 12. April auf dem Silverstone Circuit statt und war der erste Wertungslauf der FIA-Langstrecken-Weltmeisterschaft dieses Jahres.

## Das Rennen
Am Ende des Rennens trennten nur 10 Sekunden die drei erstplatzierten Teams. Dem zweitplatzierten Porsche 919 Hybrid von Marc Lieb, Romain Dumas und Neel Jani fehlten nur 4,610 Sekunden auf den Gesamtsieg. Nach mehrmaligem Überfahren der Streckenbegrenzung musste Marcel Fässler im siegreichen Audi R18 E-Tron quattro eine 10-Sekunden-Stop-and-Go-Strafe antreten und lag dadurch 15 Minuten vor Schluss des Rennens nur noch acht Sekunden vor dem Porsche mit Neel Jani am Steuer, der den Rückstand aber nicht mehr ganz wettmachen konnte. Dazu Neel Jani nach dem Rennen: „Schade, dass es am Schluss mit dem Sieg nicht geklappt hat, durch die Strafe für den Führenden wurde es nochmal eng. Aber wir sehen, alle drei Hersteller sind so nah beieinander, das gibt eine spannende Saison.“ Auch Marcel Fässler äußerte sich nach dem Rennen. „Das war einer der besten Kämpfe meiner bisherigen Rennfahrerkarriere. Ich muss sagen, es war ziemlich fair von Neel, der mir immer ausreichend Platz gelassen hat, und ich denke, wir sind gut gegeneinander gefahren.“ Als Gesamtdritter mit besagtem Rückstand von 10 Sekunden kam der Toyota TS040 Hybrid von Anthony Davidson/Sébastien Buemi/Kazuki Nakajima ins Ziel.

## Ergebnisse

### Schlussklassement
| 1               | LMP1      | 7  | Audi Sport Team Joest     | André Lotterer Marcel Fässler Benoît Tréluyer         | Audi R18 E-Tron quattro  | 201 |
| 2               | LMP1      | 18 | Porsche Team              | Marc Lieb Romain Dumas Neel Jani                      | Porsche 919 Hybrid       | 201 |
| 3               | LMP1      | 1  | Toyota Racing             | Anthony Davidson Sébastien Buemi Kazuki Nakajima      | Toyota TS040 Hybrid      | 201 |
| 4               | LMP1      | 2  | Toyota Racing             | Alexander Wurz Stéphane Sarrazin Mike Conway          | Toyota TS040 Hybrid      | 200 |
| 5               | LMP1      | 8  | Audi Sport Team Joest     | Loïc Duval Lucas di Grassi Oliver Jarvis              | Audi R18 E-Tron quattro  | 197 |
| 6               | LMP2      | 26 | G-Drive Racing            | Roman Rusinov Julien Canal Sam Bird                   | Ligier JS P2             | 185 |
| 7               | LMP2      | 28 | G-Drive Racing            | Gustavo Yacamán Ricardo González Luís Felipe Derani   | Ligier JS P2             | 184 |
| 8               | LMP2      | 42 | Strakka Racing            | Nick Leventis Jonny Kane Danny Watts                  | Strakka Dome S103        | 178 |
| 9               | LMGTE Pro | 51 | AF Corse                  | Gianmaria Bruni Toni Vilander                         | Ferrari 458 Italia GT2   | 172 |
| 10              | LMGTE Pro | 91 | Porsche Team Manthey      | Richard Lietz Michael Christensen                     | Porsche 911 RSR          | 172 |
| 11              | LMGTE Pro | 71 | AF Corse                  | Davide Rigon James Calado                             | Ferrari 458 Italia GT2   | 172 |
| 12              | LMGTE Pro | 95 | Aston Martin Racing       | Christoffer Nygaard Nicki Thiim Marco Sørensen        | Aston Martin Vantage GTE | 171 |
| 13              | LMGTE Pro | 97 | Aston Martin Racing       | Darren Turner Stefan Mücke                            | Aston Martin Vantage GTE | 171 |
| 14              | LMGTE Pro | 99 | Aston Martin Racing       | Fernando Rees Alex MacDowall Richie Stanaway          | Aston Martin Vantage GTE | 171 |
| 15              | LMGTE Pro | 92 | Porsche Team Manthey      | Patrick Pilet Frédéric Makowiecki                     | Porsche 911 RSR          | 170 |
| 16              | LMGTE AM  | 98 | Aston Martin Racing       | Paul Dalla Lana Pedro Lamy Mathias Lauda              | Aston Martin Vantage GTE | 168 |
| 17              | LMGTE AM  | 83 | AF Corse                  | François Perrodo Emmanuel Collard Rui Águas           | Ferrari 458 Italia GT2   | 168 |
| 18              | LMGTE AM  | 72 | SMP Racing                | Viktor Shaitar Aleksey Basov Andrea Bertolini         | Ferrari 458 Italia GT2   | 168 |
| 19              | LMP2      | 47 | KCMG                      | Matthew Howson Richard Bradley Nick Tandy             | Oreca 05                 | 167 |
| 20              | LMGTE Am  | 96 | Aston Martin Racing       | Roald Goethe Stuart Hall Francesco Castellacci        | Aston Martin Vantage GTE | 166 |
| 21              | LMGTE Am  | 88 | Abu Dhabi-Proton Racing   | Christian Ried Klaus Bachler Khaled Al Qubaisi        | Porsche 911 RSR          | 166 |
| 22              | LMP2      | 35 | OAK Racing                | Jacques Nicolet Jean-Marc Merlin Érik Maris           | Ligier JS P2             | 165 |
| 23              | LMGT Am   | 77 | Dempsey-Proton Racing     | Patrick Dempsey Patrick Long Marco Seefried           | Porsche 911 RSR          | 165 |
| 24              | LMP2      | 31 | Extreme Speed Motorsports | Ed Brown David Brabham Jon Fogarty                    | HPD ARX-03b              | 165 |
| 25              | LMGTE Am  | 50 | Larbre Compétition        | Gianluca Roda Paolo Ruberti Kristian Poulsen          | Chevrolet Corvette C7.R  | 160 |
| Disqualifiziert |           |    |                           |                                                       |                          |     |
| 26              | LMP2      | 30 | Extreme Speed Motorsports | Scott Sharp Ryan Dalziel David Heinemeier Hansson     | HPD ARX-03b              | 183 |
| Ausgefallen     |           |    |                           |                                                       |                          |     |
| 26              | LMP1      | 4  | Team ByKolles             | Simon Trummer Vitantonio Liuzzi Christian Klien       | CLM P1/01                | 116 |
| 27              | LMP1      | 17 | Porsche Team              | Timo Bernhard Brendon Hartley Mark Webber             | Porsche 919 Hybrid       | 44  |
| 28              | LMP2      | 36 | Signatech Alpine          | Nelson Panciatici Paul-Loup Chatin Vincent Capillaire | Alpine A450b             | 20  |

### Nur in der Meldeliste
Hier finden sich Teams, Fahrer und Fahrzeuge, die ursprünglich für das Rennen gemeldet waren, aber aus den unterschiedlichsten Gründen daran nicht teilnahmen.
| Pos. | Klasse | Nr. | Team           | Fahrer                               | Chassis           |
| ---- | ------ | --- | -------------- | ------------------------------------ | ----------------- |
| 29   | LMP2   | 42  | Strakka Racing | Nick Leventis Jonny Kane Danny Watts | Strakka Dome S103 |

### Klassensieger
| Klasse    | Fahrer          | Fahrer         | Fahrer          | Fahrzeug                 | Platzierung im Gesamtklassement |
| --------- | --------------- | -------------- | --------------- | ------------------------ | ------------------------------- |
| LMP1      | André Lotterer  | Marcel Fässler | Benoît Tréluyer | Audi R18 E-Tron quattro  | Gesamtsieg                      |
| LMP2      | Roman Rusinov   | Julien Canal   | Sam Bird        | Ligier JS P2             | Rang 6                          |
| LMGTE Pro | Gianmaria Bruni | Toni Vilander  |                 | Ferrari 458 Italia GT2   | Rang 9                          |
| LMGTE Am  | Paul Dalla Lana | Pedro Lamy     | Matthias Lauda  | Aston Martin Vantage GTE | Rang 16                         |

### Renndaten
- Gemeldet: 29
- Gestartet: 28
- Gewertet: 25
- Rennklassen: 4
- Zuschauer: 45.000
- Wetter am Rennwochenende: kalt und trocken
- Streckenlänge: 5,891 km
- Fahrzeit des Siegerteams: 6:00:30,876 Stunden
- Runden des Siegerteams: 201
- Distanz des Siegerteams: 1184,091 km
- Siegerschnitt: 197,400 km/h
- Pole Position: Brendon Hartley – Porsche 919 Hybrid (#17) – 1:39,721
- Schnellste Rennrunde: Marcel Fässler – Audi R18 e-tron quattro (#7) – 1:40,836 = 210,700 km/h
- Rennserie: 1. Lauf zur FIA-Langstrecken-Weltmeisterschaft 2015